# سام موران (مغني)
سام موران (بالإنجليزية: Sam Moran)‏ هو مغني أسترالي، ولد في 4 أبريل 1978 في سيدني في أستراليا.

## وصلات خارجية
- الموقع الرسمي
- سام موران على موقع IMDb (الإنجليزية)
- سام موران على موقع ميوزك برينز (الإنجليزية)
- سام موران على موقع ديسكوغز (الإنجليزية)
- سام موران على موقع قاعدة بيانات الفيلم (الإنجليزية)